# Indische Cricket-Nationalmannschaft in England in der Saison 1932

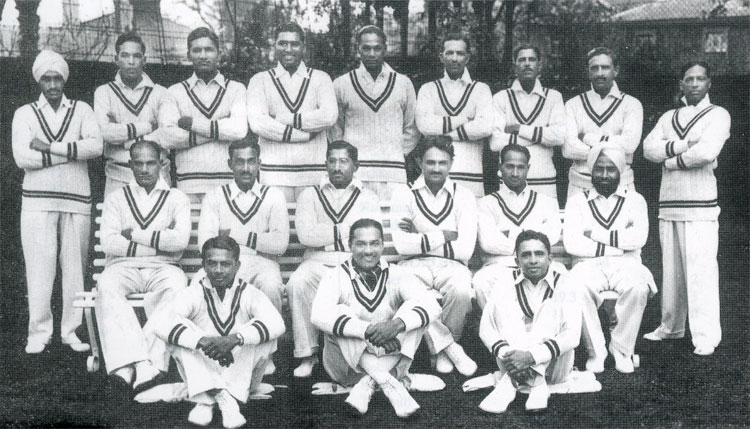
Das indische Team auf der Tour

Die Tour der indischen Cricket-Nationalmannschaft nach England in der Saison 1932 fand vom 25. bis 28. Juni 1932 statt. Die internationale Cricket-Tour ist Bestandteil der Internationalen Cricket-Saison 1932 und umfasst ein Test, den England gewann. Daneben bestritt das indische Team zahlreiche weitere Spiele während des Sommers in England.

## Vorgeschichte
Indien trat bei dieser Tour unter dem Titel „All-India“ an. Für beide Mannschaften war es die einzige Tour der Saison. Es war das erste Aufeinandertreffen der beiden Mannschaften, nachdem Indien den Status eines ICC-Vollmitglieds zuerkannt wurde. Ein Indisches team hatte in der Saison 1911 England besucht, dort jedoch nur First-Class-Spiele bestritten.

## Stadion
Das folgende Stadien wurde für den Tet Austragungsort vorgesehen.
| Stadion               | Stadt  | Kapazität | Spiele  |
| --------------------- | ------ | --------- | ------- |
| Lord’s Cricket Ground | London | 30.000    | 1. Test |

## Kaderlisten
Der Historiker Ramachandra Guha kommentierte die Auswahl und sagte, dass sie „das Gleichgewicht der kommunalen Interessen gut widerspiegelt“. Es waren sieben Hindus, vier Muslime, vier Parsen und zwei Sikhs. Eine Reihe von Spielern, darunter Vijay Merchant, lehnten die Teilnahme wegen Unruhen zu Hause und zur Unterstützung des im Januar 1932 festgenommenen Mohandas Karamchand Gandhi ab. Natwarsinhji Bhavsinhji, Maharadscha von Porbandar, war der nominelle Kapitän, aber er spielte wenig und daher war C. K. Nayudu de facto Kapitän. In den Zeiten, als nur Adelige Kapitäne waren, traten der offizielle Kapitän Natwarsinhji Bhavsinhji und der offizielle Vizekapitän Ghanshyamsinhji Daulatsinhji Jhala in einer seltenen Geste des Sportsgeistes für den Test zurück, damit der talentiertere Nayudu das Team leite nkonnte. C. K. Nayudu war damit der erste, der ein Indien als Kapitän bei einem Test leitete.
| Test | Test |
| England | Britisch-Indien |
| --- | --- |
| - Douglas Jardine (K) - Les Ames (wk) - Bill Bowes - Freddie Brown - Wally Hammond - Percy Holmes - Eddie Paynter - Walter Robins - Herbert Sutcliffe - Bill Voce - Frank Woolley | - Natwarsinhji Bhavsinhji (K) - Ghanshyamsinhji Daulatsinhji Jhala (VK) - C. K. Nayudu (VK) - Nazir Ali - Syed Wazir Ali - Sorabji Colah - Shankarrao Godambe - Naoomal Jeoomal - Bahadur Kapadia - Jahangir Khan - Nariman Marshall - Ghulam Mohammad - Janardan Navle (wk) - Mohammad Nissar - Phiroze Palia - Amar Singh - Joginder Singh - Lall Singh |

## Tour Matches
Indien bestritt 37 Spiele auf der Tour, darunter 26 First-Class-Cricket-Spiele. Aufgrund des schlechten Wetters wurden zwei Spiele abgebrochen, ohne dass ein Ball geworfen wurde. Die Mannschaft gewann neun First-Class-Matches, neun endeten im Remis und acht gingen verloren. Für die indische Mannschaft war der Zeitplan vom ersten Spiel am 29. April bis zum letzten am 10. September dicht gepackt. Wisden Cricketers’ Almanack kommentierte diesen Faktor als etwas, an das indische Cricketspieler der damaligen Zeit nicht gewöhnt waren. Infolgedessen litt das Team stark unter Muskel- und Sehnenverletzungen, wodurch die indische Mannschaft in den späteren Spielen als Team weniger effektiv waren.

### First-Class-Spiele
Zusätzlich zum Test bestritt Indien 25 First-Class-Spiele, wobei sie gegen alle 17 Mannschaften der County Championship insgesamt 19 Spiele bestritten – gegen den Glamorgan und den Lancashire spielten sie jeweils zwei Mal. Die anderen Gegner waren der Marylebone Cricket Club, Cambridge und Oxford, sowie die schottische Cricket-Nationalmannschaft (in Forthill, Dundee), eine nicht-internationale englische Cricket-Mannschaft (an der Cheriton Road, Folkestone) und eine Mannschaft von H. D. G. Leveson Gower (am North Marine Road Ground anlässlich des Scarborough Festivals).
Zwei Inder spielten auf Seiten der britischen Mannschaften: Duleepsinhji und Iftikhar Ali Khan Pataudi, wobei sie für den Sussex County Cricket Club und den Worcestershire County Cricket Club spielten. Der dritte und letzte Spieltag gegen den Marylebone Cricket Club wurde aufgrund des Wetters abgebrochen und als Remis gewertet; Nayudu hatte in diesem Spiel seine Qualität mit 118 Runs unter Beweis gestellt und dabei mehr als die Hälfte der Runs seines Teams erzielt. Guha sagte, dies sei sein bestes Innings der Tour gewesen und er habe einen Sechser geschlagen, der den Ball so weit beförderte, dass er „das letzte Mal gesehen wurde, wie er das Lord’s Cricket Ground in östlicher Richtung verließ“.
Abgesehen von England war Yorkshire der stärkste Gegner Indiens. In Yorkshire spielten die Inder vom 16. bis 19. Juli im St George’s Road Cricket Ground in Harrogate; sie wurden mit sechs Wickets besiegt. Yorkshire stellte dabei nicht sein stärkstes Team auf (zum Beispiel spielte Herbert Sutcliffe nicht) und sie wurden durch eine Verletzung von Maurice Leyland am ersten Tag auf zehn Schlagmänner reduziert. Yorkshire gewann den Münzwurf und entschied sich, als Feldmannschaft zu beginnen. Indiens bester Scorer Naoomal Jaoomal erzielte 48 Runs, doch das Spiel endete durch ein All out Indiens. Der Yorkshire County Cricket Club führte dann 14/2 und am Montag 161/8. Indien wurde dann von George Macaulay und Verity auseinandergenommen. Macaulay erzielte mit 8/21 die besten acht Runs seiner Karriere. Das zweite Innings Indiens dauerte nur 25 Overs; insgesamt spielten sie 66 Overs. Bemerkenswerterweise umfasste diese Summe 52 Runs von Nazir Ali, der nächstbeste Wert war fünf.
Die Inder ließen sich durch ihre Erfahrungen in Harrogate keineswegs demoralisieren, sondern reisten vom 20. bis 22. Juli direkt zum Lord’s Cricket Ground, um dort gegen den Middlesex anzutreten. Es endete mit einem Draw, aber die Inder eröffneten mit 409:7 und zwangen den Middlesex County Cricket Club zu einem Follow-on. Jaoomal und Nayudu erzielten beide Centuries. Indiens Verletzungsprobleme forderten ihren Tribut, als die Tour sich dem Ende näherte. Im September in Folkestone verloren sie mit einem Inning und 40 Runs gegen eine englische Mannschaft, die keine ein Team nach Teststandard war. Ihr letztes Spiel in England war das Scarborough-Festival-Spiel gegen die Mannschaft von Leveson Gower, und sie hatten erneut Probleme, aber dieses Mal rettete das Wetter sie und das Spiel endete Remis, nachdem der gesamte zweite Spieltag verloren ging.

### Weitere Spiele
Indien bestritt 13 weitere Spiele gegen verschiedene Gegner und reiste für ein Spiel bis nach Elgin. 15 weitere Spiele waren geplant, die Spiele in Aldershot und Sunderland wurden aufgrund von schlechtem Wetter abgesagt. Letzteres war ein Spiel gegen den Durham, damals Mitglied der Minor Counties Cricket Championship (heute als National Counties Cricket Championship bezeichnet). Indien spielte gegen vier andere kleinere Counties.
Die Inder verloren nur eines der Spiele ohne Klassifizierung und kassierten im West Park in West Bridgford in einem zweitägigen Spiel gegen Mannschaft von Julien Cahn eine überraschend schwere Niederlage mit einem Innings und 26 Runs. Abgesehen von Cahn selbst verfügte sein Team über eine ausreichende Stärke. Zu ihr gehörten Walter Robins, Denijs Morkel, Len Richmond and George Heane.

## Test in London
| 25. – 28. Juni 1932 Scorecard | London (Lord’s) | England 259 (105.1) & 275-8d (110) | – | Britisch-Indien 189 (93) & 178-0 (59.3) |
|                               |                 | England gewann mit 158 Runs        |   |                                         |

England gewann den Münzwurf und entschied sich als Schlagmannschaft zu beginnen. Sie verloren früh drei Wickets, woraufhin Wally Hammond und Douglas Jardine eine Partnerschaft formten. Wooley schied nach 35 Runs und der ihm folgende Eddie Paynter erzielte 14 Runs. Daraufhin kam Les Ames ins Spiel und Jardine verlor sein Wicket nach einem Fifty über 79 Runs. Dem hineinkommenden Walter Robins gelangen 21 Runs, bevor Ames nach einem Fifty über 65 Runs ausschied. Kurz darauf fiel das letzte Wicket des Innings als England 259 Runs erzielt hatte. Bester indischer Bowler war Mohammad Nissar mit 5 Wickets für 93 Runs. Für Indien bildeten die Eröffnungs-Batter Janardan Navle und Naoomal Jeoomal eine Partnerschaft und beendeten den tag beim Stand von 30/0. Nach einem Ruhetag schied Navle nach 12 Runs aus und wurde durch Syed Wazir Ali ersetzt. Jeoomal erreichte 33 Runs und nachdem ihm C. K. Nayudu folgte schied auch Ali nach 31 Runs aus. Dem folgte Sorabji Colah und nachdem Nayudu nach 40 Runs sein Wicket verlor, kam Nazir Ali aufs Feld. Colah gelangen 22 Runs und kurz darauf schied auch Ali nach 13 Runs aus. Von den verbliebenen Battern konnte Lall Singh 15 Runs erzielen, bevor das letzte Wicket des Innings fiel und Indien einen Rückstand von 70 Runs aufwies. Beste englische Bowler waren Bill Bowes mit 4 Wickets für 49 Runs und Bill Voce mit 3 Wickets für 23 Runs. In ihrem zweiten Innings begannen für England Percy Holmes und Herbert Sutcliffe. Sutcliffe erreichte 19 Runs und Holes 11. Daraufhin formten Frank Woolley und Wally Hammond eine Partnerschaft. Hammond konnte 12 Runs erzielen und wurde gefolgt durch Douglas Jardine. Wolley schied nach 21 Runs aus und nachdem Eddie Paynter aufs Feld gekommen war, endete der Tag beim Stand von 141/4. Am dritten Spieltag verlor Paynter sein Wicket nach einem Fifty über54 Runs. Der Folgende Walter Robins erzielte 30 und Freddie Brown 29 Runs. Daraufhin deklarierte England das Innings als Jardine ein Fifty über 85 Runs aufwies und die Vorgabe für Indien bei 346 Runs stand. Bester indischer Bowler war Jahangir Khan mit 4 Wickets für 60 Runs. Indien begann sein zweites Innings abermals mit Janardan Navle und Naoomal Jeoomal. Navle erreichte 13 Runs und kurz darauf schied auch Jeoomal nach 25 Runs aus. ihnen folgten Syed Wazir Ali und C. K. Nayudu. Nayudu gelangen 10 Runs und nachdem Lall Singh aufs Feld kam, schied Ali nach 39 Runs aus. Lall Singh bildete daraufhin zusammen mit Amar Singh eine weitere Partnerschaft. Lall Singh schied nach 29 Runs aus und Amar Singh verlor das letzte Wicket des Spiels nach einem Fifty über 51 Runs, womit die Niederlage für Indien feststand. Bester englischer Bowler war Wally Hammond mit 3 Wickets für 9 Runs.

## Statistiken
Die folgenden Cricketstatistiken wurden bei dieser Tour erzielt.
| Tests           | Tests           | Tests   | Tests   | Tests   | Tests   | Tests   | Tests   | Tests   |
| Batting         | Batting         | Batting | Batting | Batting | Batting | Batting | Batting | Batting |
| Spieler         | Mannschaft      | Spiele  | Innings | Runs    | Average | HS      | 100s    | 50s     |
| --------------- | --------------- | ------- | ------- | ------- | ------- | ------- | ------- | ------- |
| Douglas Jardine | England         | 1       | 2       | 164     | 164,00  | 85*     | 0       | 2       |
| Les Ames        | England         | 1       | 2       | 71      | 35,50   | 65      | 0       | 1       |
| Sayed Wazir Ali | Britisch-Indien | 1       | 2       | 70      | 35,00   | 39      | 0       | 0       |
| Eddie Paynter   | England         | 1       | 2       | 68      | 34,00   | 54      | 0       | 1       |
| Naoomal Jaoomal | Britisch-Indien | 1       | 2       | 58      | 29,00   | 33      | 0       | 0       |
| Bowling         |                 |         |         |         |         |         |         |         |
| Spieler         | Mannschaft      | Spiele  | Overs   | Wickets | Average | BBI     | 5W      | 10W     |
| Bill Bowes      | England         | 1       | 44.0    | 6       | 13,16   | 4/49    | 0       | 0       |
| Mohammad Nissar | Britisch-Indien | 1       | 44.0    | 6       | 22,50   | 5/93    | 1       | 0       |
| Bill Voce       | England         | 1       | 29.0    | 5       | 10,20   | 3/23    | 0       | 0       |
| Jahangir Khan   | Britisch-Indien | 1       | 47.0    | 4       | 21,50   | 4/60    | 0       | 0       |
| Amar Singh      | Britisch-Indien | 1       | 72.1    | 4       | 39,75   | 2/75    | 0       | 0       |

Indiens herausragender Schlagmann bei der Tour war der Rechtshänder C. K. Nayudu, der in allen First-Class-Matches spielte und 1.618 Runs mit einem Average von 40,45 erzielte, darunter fünf Centuries und eine höchste Battingleistung von 162 Runs. In der Wisden-Ausgabe von 1933 wurde Nayudu zu einem der fünf Wisden Cricketers of the Year 1932 gewählt. Indien hatte mit Amar Singh (111 Wickets in den First-Class-Spielen bei einem Average von 20,37) und Mohammad Nissar (71 Wickets bei einem Average von 18,09) zwei herausstechende Bowler. Amar Singh konnte dreimal zehn Wickets in einem Match erzielen und hatte als bestes Innings-Resultat 8/90.

## Nachwirkungen
Der Wisden Cricketers’ Almanack fasste die Spiele als eine Tour von „ungeheurem Wert für die Inder selbst zusammen, die etwa zur Mitte des Sommers um fünfzig Prozent besser waren als bei ihrer Ankunft, und die Lektionen, die sie gelernt haben, werden zweifellos an die indischen Cricketspieler der Zukunft weitergegeben.“ Indiens nächster Test im Dezember 1933 im Rahmen der englischen Cricket-Nationalmannschaft in Indien in der Saison 1933/34, der erste Test der Inder zu Hause eröffnete eine Drei-Spiele-Serie, die England mit 2–0 gewann. Nayudu und Jardine waren erneut die Mannschaftskapitäne.